# Club Bàsquet Valls
El Club Bàsquet Valls és un club el club de basquetbol de la ciutat de Valls, Alt Camp.

## Història
Els orígens del club es remunten 19 d'octubre de 1952 quan Joan Güell creà la UD Águilas amb jugadors que provenien dels equips Frente de Juventudes, Unión Deportiva de Educación y Descanso i AAEET. Aquest primer any el club va guanyar el campionat de Catalunya de la segona categoria B.
L'any 1953-54, l'equip ja va passar a anomenar-se Club Bàsquet Valls. L'any 1971 s'inaugurà el pavelló Joana Ballart i es creà el primer equip sènior femení del club. Es van crear altres seccions, com les de futbol, ciclisme, tennis, tennis taula, hoquei i petanca, de les que es mantenen actualment les de ciclisme i tennis taula.
La temporada 1994-95, el sènior masculí va aconseguir, per primera vegada, l'ascens a la lliga EBA. Posteriorment comprà la plaça al Montcada a la lliga LEB 2 i en finalitzar la temporada 2003-2004 assolí l'ascens a la lliga LEB. L'equip femení ascendí a la Lliga Femenina 2.
En 2016, gràcies a l'expansió del Grup C de la Lliga LEB, Valls torna a aquesta lliga.

## Pavelló
L'equip juga al Pavelló Municipal Joana Ballart. És un pavelló poliesportiu on hi juguen altres equips de bàsquet de diferents categories. Es va construir l'any 1971 i el novembre de 2006 es va inaugurar completament remodelat. El CB Valls també va crear diverses seccions de futbol, ciclisme, tennis, tennis de taula, hoquei de pista i petanca. Actualment, només en té de bàsquet femení, ciclisme i tennis de taula.

## Temporada per temporada
| Temporada | Nivell | Divisió        | Pos. | Posttemporada          | RS    | PO  | Competicions de copa | Competicions de copa |
| --------- | ------ | -------------- | ---- | ---------------------- | ----- | --- | -------------------- | -------------------- |
| 1995–96   | 2      | Lliga EBA      | 5    | Ronda de classificació | 18–12 | 1–2 | –                    | –                    |
| 1996–97   | 3      | Lliga EBA      | 5    | Ronda de 16            |       | 0–2 | –                    | –                    |
| 1997–98   | 3      | Lliga EBA      | 4    | Segona ronda           | 17–9  | 0–2 | –                    | –                    |
| 1998–99   | 3      | Lliga EBA      | 2    | Quarts de final        | 22–4  | 3–2 | –                    | –                    |
| 1999–00   | 3      | Lliga EBA      | 4    | –                      | 17–9  | –   | –                    | –                    |
| 2000–01   | 4      | Lliga EBA      | 5    | –                      | 17–13 | –   | –                    | –                    |
| 2001–02   | 3      | LEB 2          | 6    | Quarts de final        | 17–13 | –   | –                    | –                    |
| 2002–03   | 3      | LEB 2          | 9    | –                      | 15–15 | –   | –                    | –                    |
| 2003–04   | 3      | LEB 2          | 1    | Promogut               | 17–9  | 7–3 | Copa LEB Plata       | SF                   |
| 2004–05   | 2      | LEB            | 15   | –                      | 13–21 | –   | –                    | –                    |
| 2006–07   | 6      | 1a Catalana    | 8    | –                      | 14–16 | –   | –                    | –                    |
| 2006–07   | 6      | 1a Catalana    | 1    | Promogut               | 24–6  | 2–0 | –                    | –                    |
| 2007–08   | 5      | Lliga EBA      | 1    | Promogut               | 22–8  | 3–0 | –                    | –                    |
| 2008–09   | 5      | Lliga EBA      | 11   | –                      | 13–17 | –   | –                    | –                    |
| 2009–10   | 6      | 1a Catalana    | 7    | –                      | 14–16 |     | –                    | –                    |
| 2010–11   | 6      | 1a Catalana    | 2    | Playoffs de promoció   | 27–3  |     | –                    | –                    |
| 2011–12   | 7      | 2a Catalana    | 1    | Promogut               | 26–4  |     | –                    | –                    |
| 2012–13   | 6      | 1a Catalana    | 14   | Relegat                | 11–19 |     | –                    | –                    |
| 2013–14   | 7      | 2a Catalana    | 2    | Promogut               | 21–9  |     | –                    | –                    |
| 2014–15   | 6      | 1a Catalana    | 4    | Promogut               | 16–14 | 2–0 | –                    | –                    |
| 2015–16   | 5      | Copa Catalunya | 7    | –                      | 16–14 | –   | –                    | –                    |
| 2016–17   | 4      | Lliga EBA      |      |                        |       |     | –                    | –                    |

## Notables jugadors
- Rafa Martínez
- Guille Rubio
- Paco Vázquez